# Aix-Noulette
Pour les articles homonymes, voir Aix.
Ne pas confondre avec Aix-en-Ergny ou Aix-en-Issart dans le même département.
Aix-Noulette [ɛks nulɛt] est une commune française située dans le département du Pas-de-Calais en région Hauts-de-France. Ses habitants sont appelés les Aixois.
La commune fait partie de la communauté d'agglomération de Lens-Liévin qui regroupe 36 communes et compte 242 587 habitants en 2021.

## Géographie

### Localisation
Aix-Noulette se situe près de Liévin, sur la route départementale D 937 Béthune-Arras, portion de l'ancienne route nationale 37.
Le territoire de la commune est limitrophe de ceux de sept communes.
Les communes limitrophes sont  Ablain-Saint-Nazaire, Angres, Bouvigny-Boyeffles, Bully-les-Mines, Liévin, Sains-en-Gohelle et Souchez.

### Géologie et relief
La superficie de la commune est de 10,44 km2 ; son altitude varie de 57  à   172 mètres.

### Hydrographie
Le territoire de la commune est situé dans le bassin Artois-Picardie.
La commune est traversée par deux cours d'eau :
- le Surgeon, un cours d'eau naturel non navigable de 14 km, qui prend sa source dans la commune de Bouvigny-Boyeffles et se jette dans le canal d'Aire à La Bassée, au niveau de la commune de Cuinchy[3].

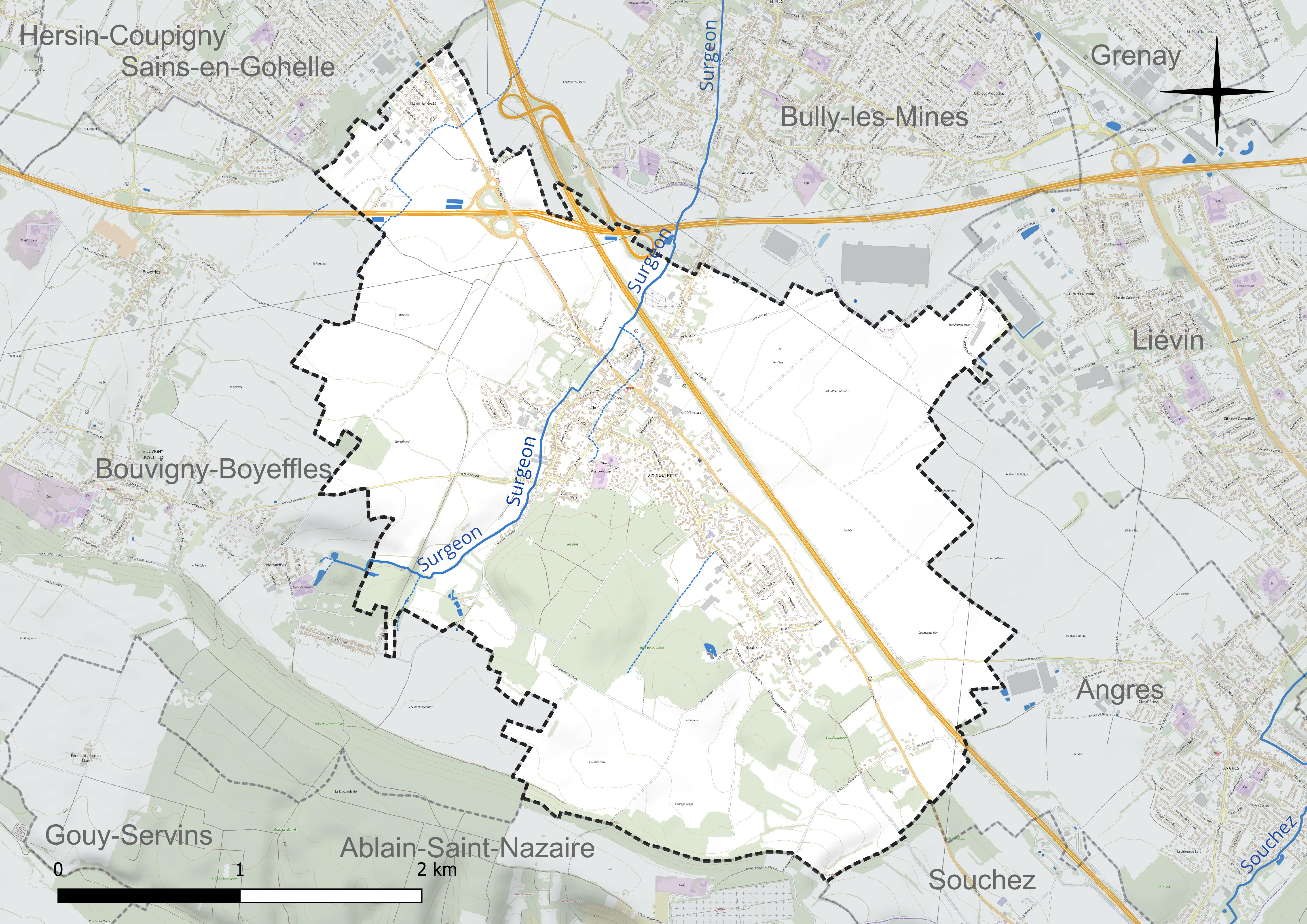
Réseau hydrographique d'Aix-Noulette.

- le fossé des quatre Hallots, cours d'eau naturel de 3 km, qui prend sa source dans la commune Bouvigny-Boyeffles, et se jette dans le Surgeon au niveau de la commune de Bully-les-Mines[4].

### Climat
Pour des articles plus généraux, voir Climat des Hauts-de-France et Climat du Pas-de-Calais.
En 2010, le climat de la commune est de type climat océanique altéré, selon une étude du CNRS s'appuyant sur une série de données couvrant la période 1971-2000. En 2020, Météo-France publie une typologie des climats de la France métropolitaine dans laquelle la commune est exposée à un climat océanique et est dans la région climatique Nord-est du bassin Parisien, caractérisée par un ensoleillement médiocre, une pluviométrie moyenne régulièrement répartie au cours de l’année et un hiver froid (3 °C).
Pour la période 1971-2000, la température annuelle moyenne est de 10,2 °C, avec une amplitude thermique annuelle de 13,8 °C. Le cumul annuel moyen de précipitations est de 798 mm, avec 13,2 jours de précipitations en janvier et 8,6 jours en juillet. Pour la période 1991-2020, la température moyenne annuelle observée sur la station météorologique la plus proche, située sur la commune de Lillers à 22 km à vol d'oiseau, est de 11,1 °C et le cumul annuel moyen de précipitations est de 731,5 mm,. Pour l'avenir, les paramètres climatiques de la commune estimés pour 2050 selon différents scénarios d'émission de gaz à effet de serre sont consultables sur un site dédié publié par Météo-France en novembre 2022.

### Milieux naturels et biodiversité

#### Zone naturelle d'intérêt écologique, faunistique et floristique
L’inventaire des zones naturelles d'intérêt écologique, faunistique et floristique (ZNIEFF) a pour objectif de réaliser une couverture des zones les plus intéressantes sur le plan écologique, essentiellement dans la perspective d’améliorer la connaissance du patrimoine naturel national et de fournir aux différents décideurs un outil d’aide à la prise en compte de l’environnement dans l’aménagement du territoire.
Le territoire communal comprend une ZNIEFF de type 1 : le coteau d'Ablain-St-Nazaire à Bouvigny-Boyeffles et bois de la Haie. Ce site est composé d’une mosaïque de végétations neutrophiles à calcicoles sur un relief fortement marqué par la présence de vastes coteaux crayeux du Sénonien et du Turonien au nord d’Ablain-St-Nazaire.

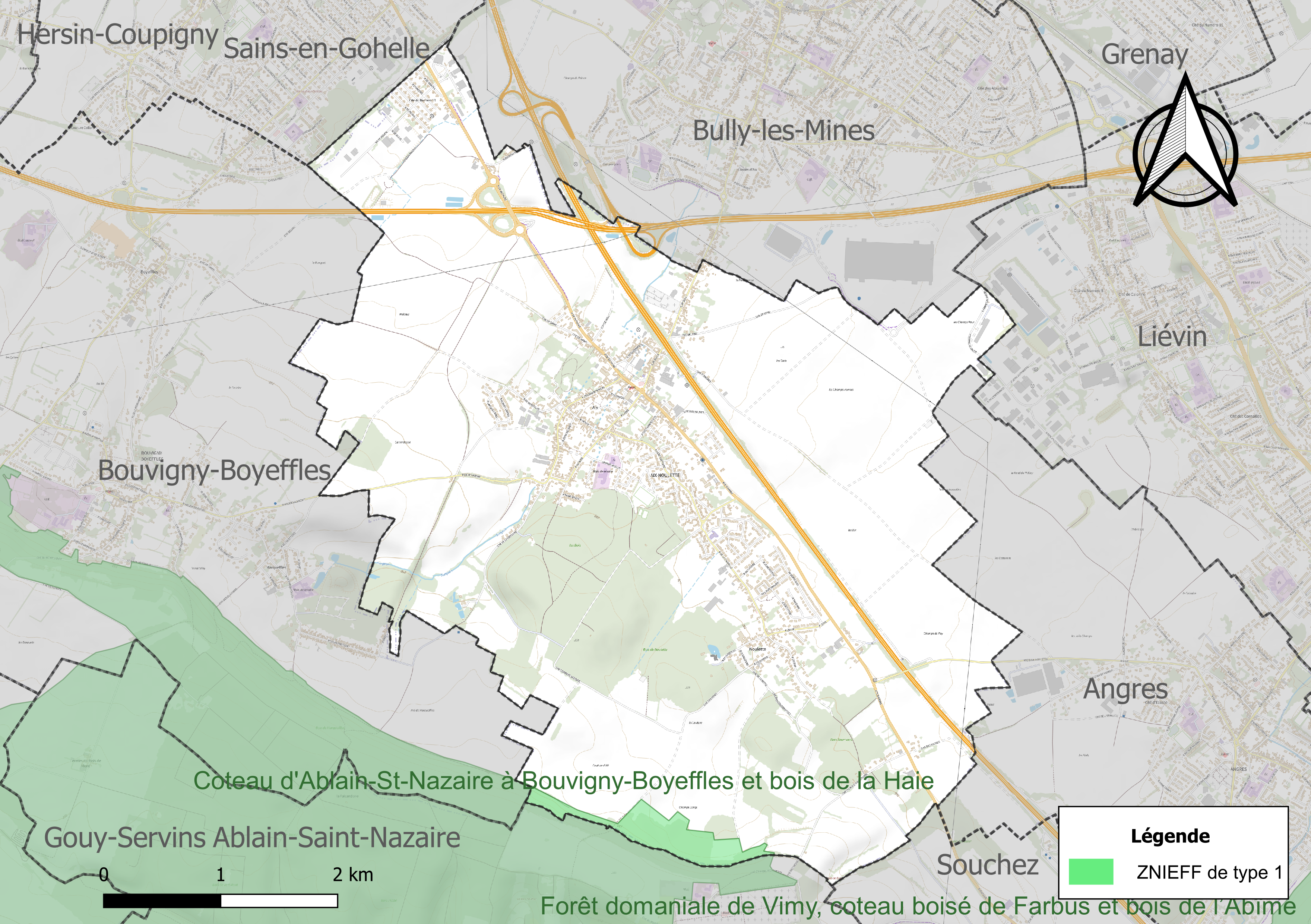
Carte de la ZNIEFF sur la commune.

## Urbanisme

### Typologie
Au 1er janvier 2024, Aix-Noulette est catégorisée ceinture urbaine, selon la nouvelle grille communale de densité à sept niveaux définie par l'Insee en 2022.
Elle appartient à l'unité urbaine de Douai-Lens, une agglomération inter-départementale regroupant 67  communes, dont elle est une commune de la banlieue,,. Par ailleurs la commune fait partie de l'aire d'attraction de Lens - Liévin, dont elle est une commune de la couronne,. Cette aire, qui regroupe 50 communes, est catégorisée dans les aires de 200 000 à moins de 700 000 habitants,.

### Occupation des sols
L'occupation des sols de la commune, telle qu'elle ressort de la base de données européenne d’occupation biophysique des sols Corine Land Cover (CLC), est marquée par l'importance des territoires agricoles (66,8 % en 2018), en diminution par rapport à 1990 (68,7 %). La répartition détaillée en 2018 est la suivante : 
terres arables (60,8 %), zones urbanisées (17,1 %), forêts (14,8 %), zones agricoles hétérogènes (6 %), zones industrielles ou commerciales et réseaux de communication (1 %), mines, décharges et chantiers (0,2 %). L'évolution de l’occupation des sols de la commune et de ses infrastructures peut être observée sur les différentes représentations cartographiques du territoire : la carte de Cassini (XVIIIe siècle), la carte d'état-major (1820-1866) et les cartes ou photos aériennes de l'IGN pour la période actuelle (1950 à aujourd'hui).

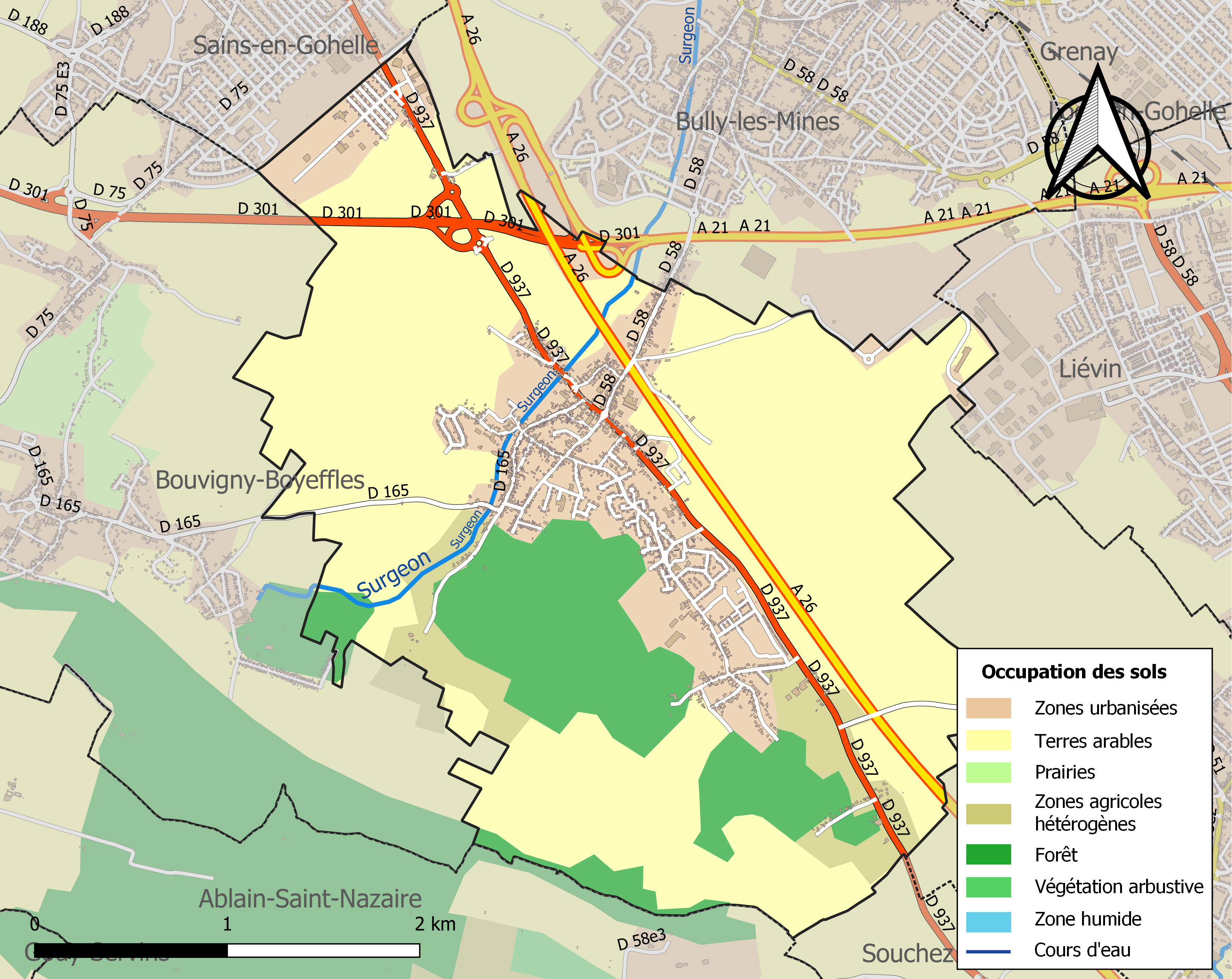
Carte des infrastructures et de l'occupation des sols de la commune en 2018 (CLC).

## Toponymie
Le nom de la localité est attesté sous les formes Ais en 1104, Aisse en 1122, Aisc au XIIe siècle, Haiz en 1180, Hais en 1202, Ais en 1217, Ez en 1255, Eis au XIIIe siècle, Ays en 1272, Ays-en-le-Gohelle en 1343, Ays versus Bethuniam au XIVesiècle, Aiz en 1425, Ays-en-Gohelles en 1507, Aix en 1663, Ex en 1679, Aix-en-Noulette en 1759, Aix-en-Gohelle au XVIIIe siècle.
Albert Dauzat a vu dans Aix-en-Issart, un des nombreux Aix présents sur le territoire de l'ancienne Gaule et qui remontent à aquis, ablatif-locatif pluriel d’aqua « eau », d'où le sens global de « (lieu des) eaux (thermales) ». Cette explication n'est pas assurée par les formes anciennes, c'est pourquoi Maurits Gysseling suggère d'expliquer Aix-Noulette par le celtique *Askjo- ou proto-germanique *Askja-, qui serait un dérivé locatif à partir de l'hydronyme Askā (germanique Askō).
Le déterminant complémentaire Noulette, attesté sous les formes Noellet en 1159 ; Noilete en 1164 ; Novelete en 1268, Nouelete, Nowelete en 1334 ; Noelettes en 1344 ; Noulette-en-Gohelle en 1636 ; Noielette-en-Gohelle en 1739 ; Noullette en 1768, serait un dérivé du mot noué (noë cf. Delanoë) qui signifie « terrain humide ».
La commune est née de la fusion, entre 1790 et 1794, de la commune d'Aix-en-Gohelle et de celle voisine de Noulette.

## Histoire
La commune était située sur la ligne de front pendant la Première Guerre mondiale.
En octobre 1914, des combats ont lieu sur la commune. Le 17 octobre 1914, a lieu sur la place du village la remise de décoration d'officier de la Légion d'honneur au général Henri Marie Alfred de Cadoudal.
Le 15 mai 1915 la 11e brigade d'infanterie (24e et 28e régiments d'infanterie) rejoint les tranchées situées au sud-est d'Aix-Noulette. En mai 1915, ce secteur fait l'objet de plusieurs attaques par les Français et par les Allemands, les pertes, tués et blessés, sont quotidiennes. La situation est fort difficile pour les Français : les tranchées sont incomplètes, une partie d'entre elles a été fort abîmée au cours des combats. Les abris dans les tranchées n'existent quasiment pas. Les boyaux sont très peu nombreux et souvent impraticables, bouleversés par les bombardements et insuffisamment profonds, surtout à proximité de la première ligne. De plus, en ce mois de mai, les pluies détrempent complètement le terrain. Finalement, les troupes sont très exposées et le feu de l'ennemi ou les bombardements provoquent chaque jour des pertes sensibles. Le Journal de Marche et des Opérations (J. M. O.) des troupes concernées rend compte pour la journée du 25 mai 1915 d'une offensive française qui s'avère meurtrière, suivie d'un nouvel ordre d'attaque pour le lendemain avec des troupes déjà décimées. Cette double opération illustre la violence de cette guerre avec des officiers paraissant parfois peu préoccupés par les pertes humaines : pertes pour la journée du 25 mai pour les deux régiments : 7 officiers tués, 8 blessés, 6 disparus, 118 hommes tués, 389 blessés, 286 disparus.
La commune est décorée de la croix de guerre 1914-1918 par décret du 15 septembre 1920, distinction également attribuée à 276 autres communes du Pas-de-Calais.

## Politique et administration

### Découpage territorial
La commune d'Aix-Noulette se situe dans le département du Pas-de-Calais et fait partie de la région Hauts-de-France. Elle appartient à l'arrondissement de Lens (à 11 km) et au canton de Bully-les-Mines (à 2 km).
La commune est membre de la communauté d'agglomération de Lens-Liévin, qui rassemble 36 communes (Ablain-Saint-Nazaire, Acheville, Aix-Noulette, Angres, Annay, Avion, Bénifontaine, Billy-Montigny, Bouvigny-Boyeffles, Bully-les-Mines, Carency, Éleu-dit-Leauwette, Estevelles, Fouquières-lès-Lens, Givenchy-en-Gohelle, Gouy-Servins, Grenay, Harnes, Hulluch, Lens, Liévin, Loison-sous-Lens, Loos-en-Gohelle, Mazingarbe, Méricourt, Meurchin, Noyelles-sous-Lens, Pont-à-Vendin, Sains-en-Gohelle, Sallaumines, Servins, Souchez, Vendin-le-Vieil, Villers-au-Bois, Vimy et Wingles) pour une population totale d'un peu moins de 250 000 habitants.

### Élections municipales et communautaires

#### Liste des maires
| Période                                  | Période                       | Identité         | Étiquette | Qualité |
| ---------------------------------------- | ----------------------------- | ---------------- | --------- | --- |
| Les données manquantes sont à compléter. |                               |                  |           | |
| octobre 1947                             | avril 1948                    | Aimé François    |           | Ouvrier mineur |
| avril 1948                               | 1968                          | Henri Delattre   | SFIO      | Agent des Ponts et Chaussées |
| Maire en 1971                            | mars 1977                     | Bernard Lefebvre |           | Menuisier |
| mars 1977                                | En cours (au 22 octobre 2024) | Alain Lefebvre   | PS        | Professeur de l'enseignement technique Conseiller général de Bully-les-Mines (1982 → 1992) puis de Sains-en-Gohelle (1992 → 2015) 11e vice-président du conseil général (? → 2015) Conseiller départemental de Bully-les-Mines (2015 → 2021) Réélu pour le mandat 2020-2026 Réélu à la suite d'une élection municipale partielle, |

### Jumelages
La commune est jumelée avec :
| Ville | Ville   | Pays | Pays      | Période     |
| ----- | ------- | ---- | --------- | ----------- |
|       | Elsdorf |      | Allemagne | depuis 1991 |

## Équipements et services publics

### Justice, sécurité, secours et défense
La commune dépend du tribunal de proximité de Lens, du conseil de prud'hommes de Lens, du tribunal judiciaire de Béthune, de la cour d'appel de Douai, du tribunal de commerce d'Arras, du tribunal administratif de Lille, de la cour administrative d'appel de Douai et du tribunal pour enfants de Béthune.

## Population et société

### Démographie
Les habitants de la commune sont appelés les Aixois'.

#### Évolution démographique
L'évolution du nombre d'habitants est connue à travers les recensements de la population effectués dans la commune depuis 1793. Pour les communes de moins de 10 000 habitants, une enquête de recensement portant sur toute la population est réalisée tous les cinq ans, les populations de référence des années intermédiaires étant quant à elles estimées par interpolation ou extrapolation. Pour la commune, le premier recensement exhaustif entrant dans le cadre du nouveau dispositif a été réalisé en 2004.

En 2022, la commune comptait 3 915 habitants, en évolution de +0,36 % par rapport à 2016 (Pas-de-Calais : −0,72 %, France hors Mayotte : +2,11 %).
| 1793 | 1800 | 1806 | 1821 | 1831 | 1836 | 1841 | 1846 | 1851 |
| ---- | ---- | ---- | ---- | ---- | ---- | ---- | ---- | ---- |
| 788  | 619  | 807  | 889  | 888  | 918  | 917  | 927  | 885  |

| 1856 | 1861 | 1866  | 1872  | 1876  | 1881  | 1886  | 1891  | 1896  |
| ---- | ---- | ----- | ----- | ----- | ----- | ----- | ----- | ----- |
| 907  | 958  | 1 003 | 1 037 | 1 086 | 1 100 | 1 158 | 1 296 | 1 328 |

| 1901  | 1906  | 1911  | 1921  | 1926  | 1931  | 1936  | 1946  | 1954  |
| ----- | ----- | ----- | ----- | ----- | ----- | ----- | ----- | ----- |
| 1 371 | 1 672 | 1 908 | 1 277 | 1 517 | 1 664 | 1 668 | 1 838 | 2 195 |

| 1962  | 1968  | 1975  | 1982  | 1990  | 1999  | 2004  | 2006  | 2009  |
| ----- | ----- | ----- | ----- | ----- | ----- | ----- | ----- | ----- |
| 2 670 | 2 647 | 3 361 | 3 096 | 3 664 | 3 836 | 3 731 | 3 736 | 3 798 |

| 2014  | 2019  | 2022  | - | - | - | - | - | - |
| ----- | ----- | ----- | - | - | - | - | - | - |
| 3 942 | 3 923 | 3 915 | - | - | - | - | - | - |

#### Pyramide des âges
La population de la commune est relativement jeune.
En 2018, le taux de personnes d'un âge inférieur à 30 ans s'élève à 35,2 %, soit en dessous de la moyenne départementale (36,7 %). À l'inverse, le taux de personnes d'âge supérieur à 60 ans est de 25,9 % la même année, alors qu'il est de 24,9 % au niveau départemental.
En 2018, la commune comptait 1 857 hommes pour 2 058 femmes, soit un taux de 52,57 % de femmes, légèrement supérieur au taux départemental (51,5 %).
Les pyramides des âges de la commune et du département s'établissent comme suit.
| Hommes | Classe d’âge | Femmes |
| ------ | ------------ | ------ |
| 0,5    | 90 ou +      | 1,8    |
| 6,2    | 75-89 ans    | 8,5    |
| 16,8   | 60-74 ans    | 17,8   |
| 20,9   | 45-59 ans    | 20,3   |
| 18,1   | 30-44 ans    | 18,4   |
| 17,6   | 15-29 ans    | 16,1   |
| 19,8   | 0-14 ans     | 17,2   |

| Hommes | Classe d’âge | Femmes |
| ------ | ------------ | ------ |
| 0,5    | 90 ou +      | 1,6    |
| 5,6    | 75-89 ans    | 8,9    |
| 16,7   | 60-74 ans    | 18,1   |
| 20,2   | 45-59 ans    | 19,2   |
| 18,9   | 30-44 ans    | 18,1   |
| 18,2   | 15-29 ans    | 16,2   |
| 19,9   | 0-14 ans     | 17,9   |

## Économie

### Revenus de la population et fiscalité
En 2019, dans la commune, il y a 1626 ménages fiscaux qui comprennent 3816 personnes pour un revenu médian disponible par unité de consommation de 21 680 euros, soit supérieur au revenu de la France métropolitaine qui est de 21 930 euros,.

## Culture locale et patrimoine

### Lieux et monuments
- L'église Saint-Germain, de type hallekerque, datant de 1531, a été classée monument historique le 5 octobre 1920[43]. Elle possède une tour du XIIe siècle, un clocher et un chœur daté de 1552 et également des vitraux Art déco exceptionnels.
- La motte féodale a été inscrite monument historique par arrêté du 1er février 1980[44].
- L'ancienne malterie des Brasseries du Nord-Pas-de-Calais, restée en service jusqu'en 1936.

- La ferme dite des Houillères qui atteste d'un passé industriel lié au charbon.
- Le monument aux morts[45].

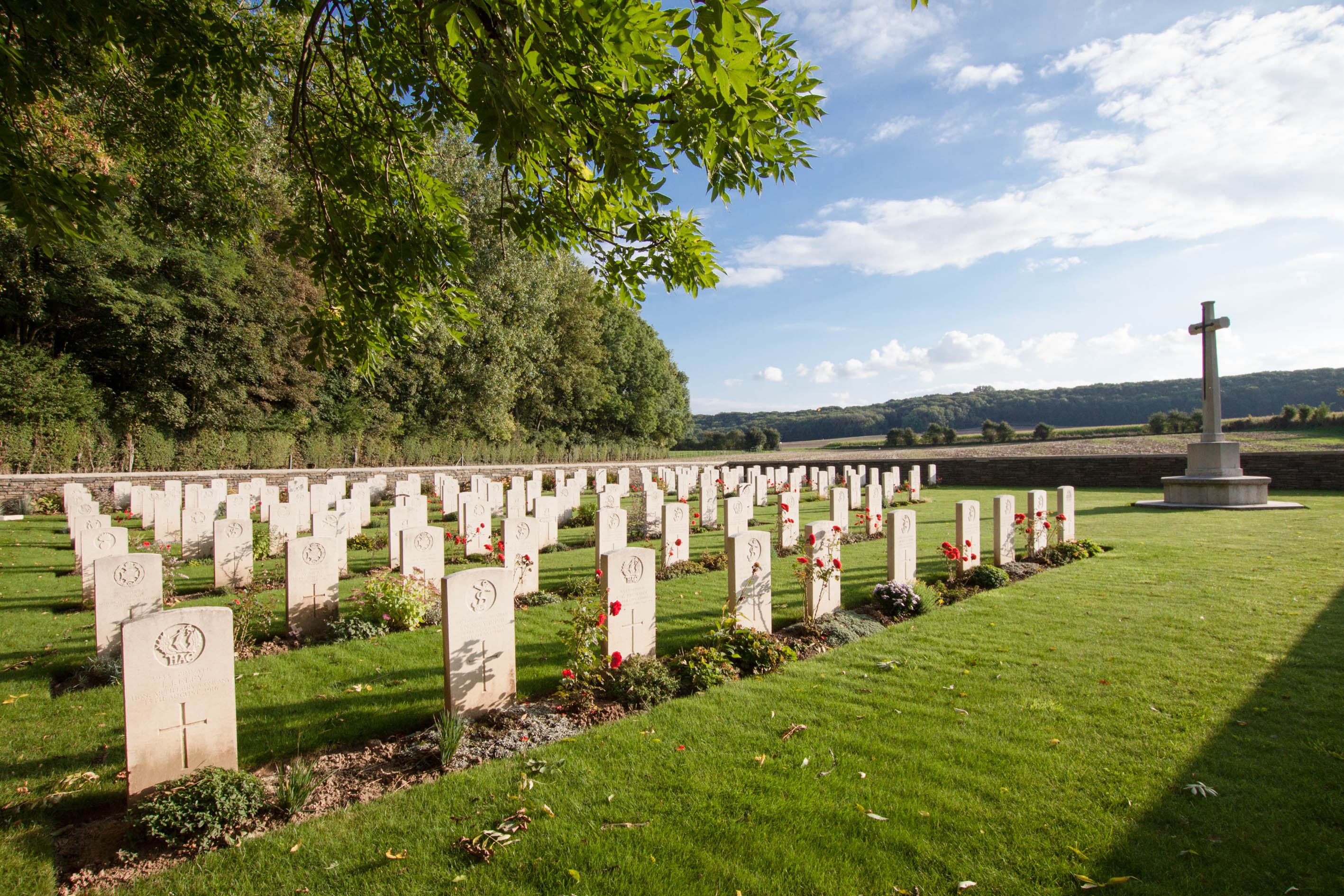
Le cimetière britannique de Bois-de-Noulette.
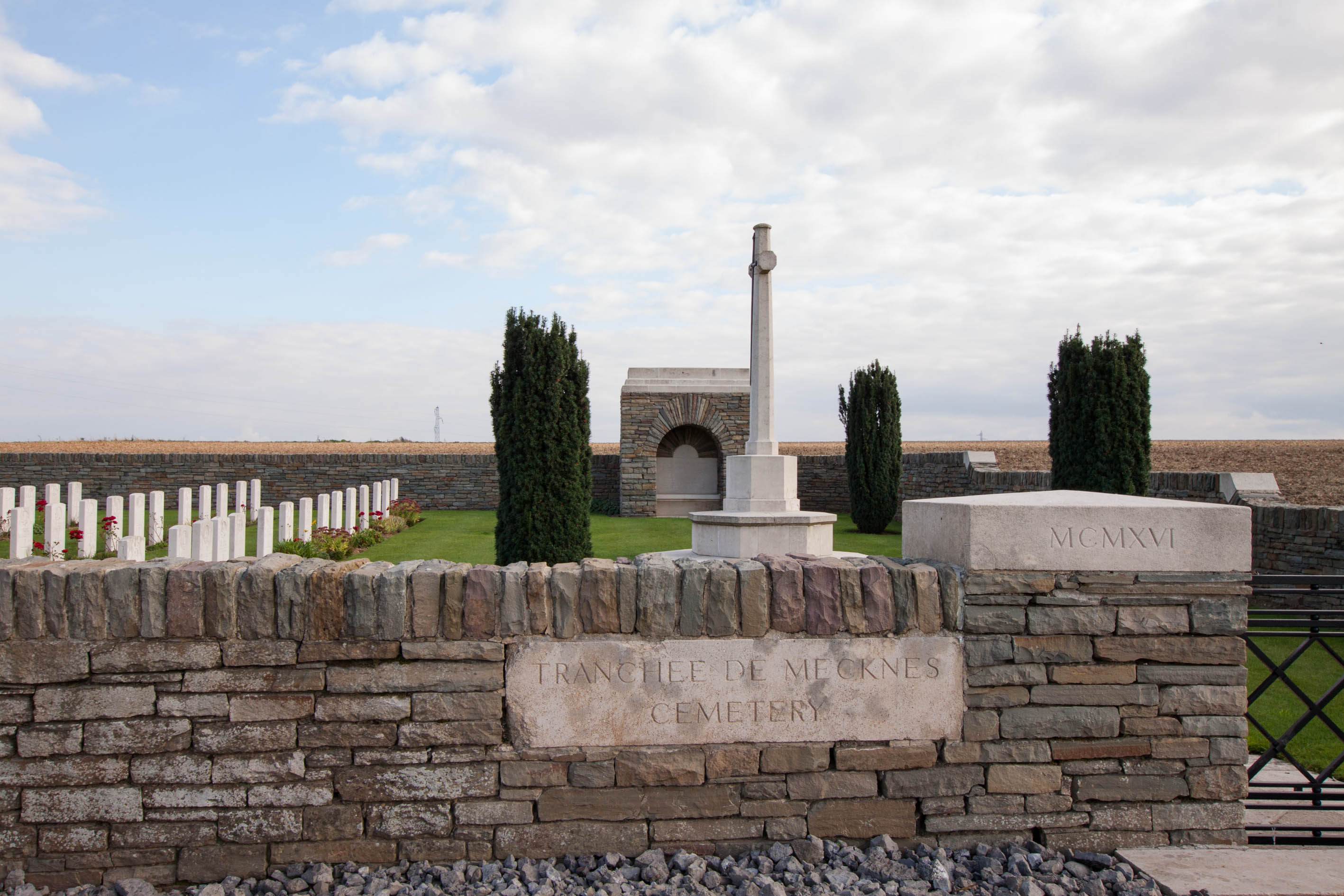
Le cimetière Tranchée de Mecknes.
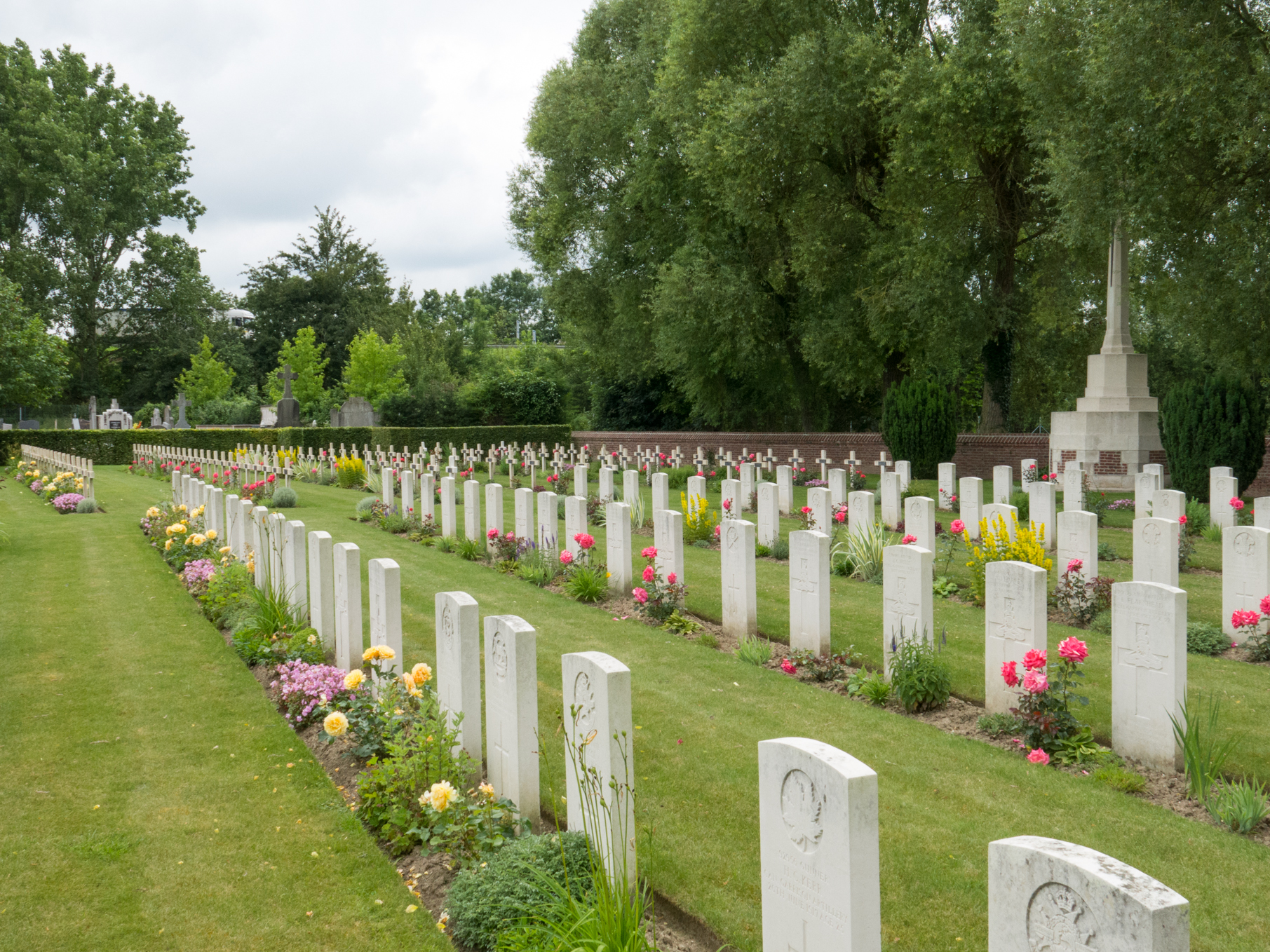
Le cimetière communal d'Aix-Noulette, extension.

- Le cimetière britannique de Bois-de-Noulette.
- Le cimetière Tranchée de Mecknes.
- Le cimetière communal d'Aix-Noulette, extension.

### Personnalités liées à la commune
- Florent Joseph Duquesnoy (1761-1801), général des armées de la République.
- Albert Thierry (1881-1915), instituteur, écrivain et syndicaliste, y est mort au champ d'honneur le 26 mai 1915.
- Paul Drouot (1886-1915), écrivain et poète français mort pour la France dans la commune.
- Richard Krawczyk (1947-), international de football français est né dans la commune.
- D'anciens joueurs et entraîneurs du RC Lens y ont habité : Pierre Laigle, Alou Diarra, Marco Ramos, Nadir Belhadj, Jonathan Lacourt, Jean-Pierre Papin et Eduardo Ribeiro.[réf. nécessaire]

### Héraldique
| Armes d'Aix-Noulette | Les armes d'Aix-Noulette se blasonnent ainsi : Écartelé de sable et d'or à la grenade enflammée de gueules brochant sur le tout. |

## Pour approfondir